# Haoua Traoré
Pour les articles homonymes, voir Traoré.
Haoua Traoré est une femme politique malienne.
Elle est élue députée à l'Assemblée nationale dans le cercle de Sikasso aux élections législatives maliennes de 2020. L'Assemblée nationale est dissoute le 19 août 2020 après un coup d'État.